# Solomon Herzenstein
Solomon Markovitch Herzenstein est un naturaliste russe, né en 1854 et mort en 1894.

## Biographie
Diplômé de sciences naturelles et de mathématiques à l’université de Saint-Pétersbourg, il devient conservateur du musée de zoologie de l’Académie des sciences de Saint-Pétersbourg. En 1880, en 1884 et en 1887, il est chargé d’étudier et de récolter des mollusques et des poissons sur les côtes de Mourmansk et de la péninsule de Kola.

## Liste partielle des publications
- 1890 :  Ichthyologische Bemerkungen aus dem Zoologischen Museum der Kaiserlichen Akademie der Wissenschaften. Mélanges Biol., Bull. Acad. Imp. Sci. St. Petersbourg v. 13 : 113-125.

## Source
- (en) Jewish Encyclopedia